# Friedrich Kaulbach (Maler)

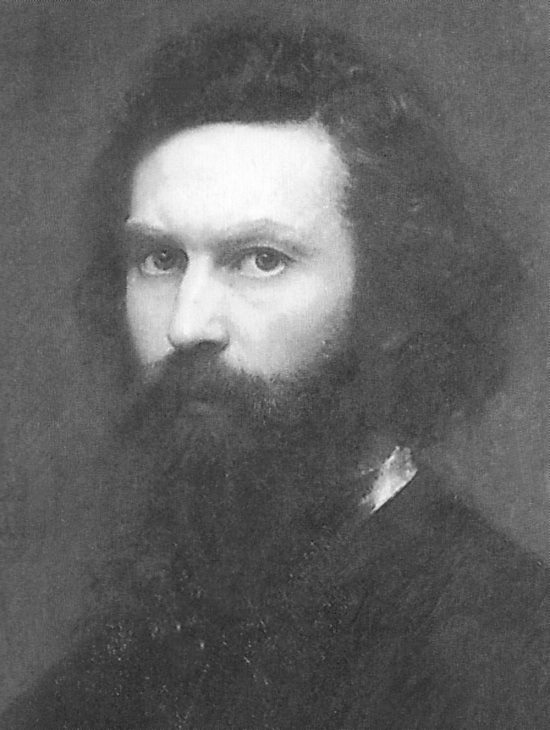
Friedrich Kaulbach, 1862

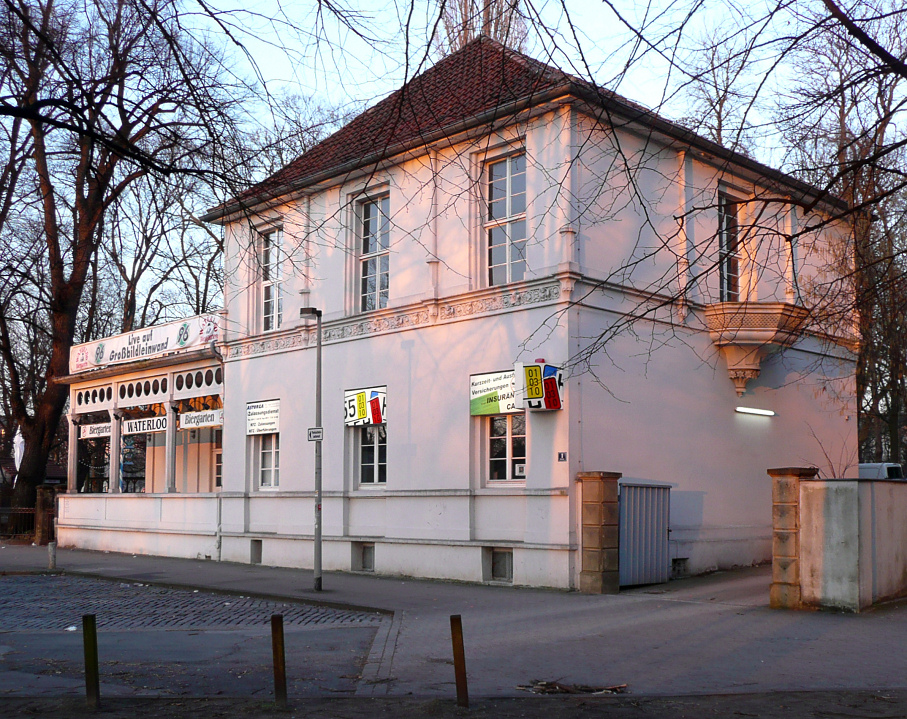
Villa Kaulbach in Hannover

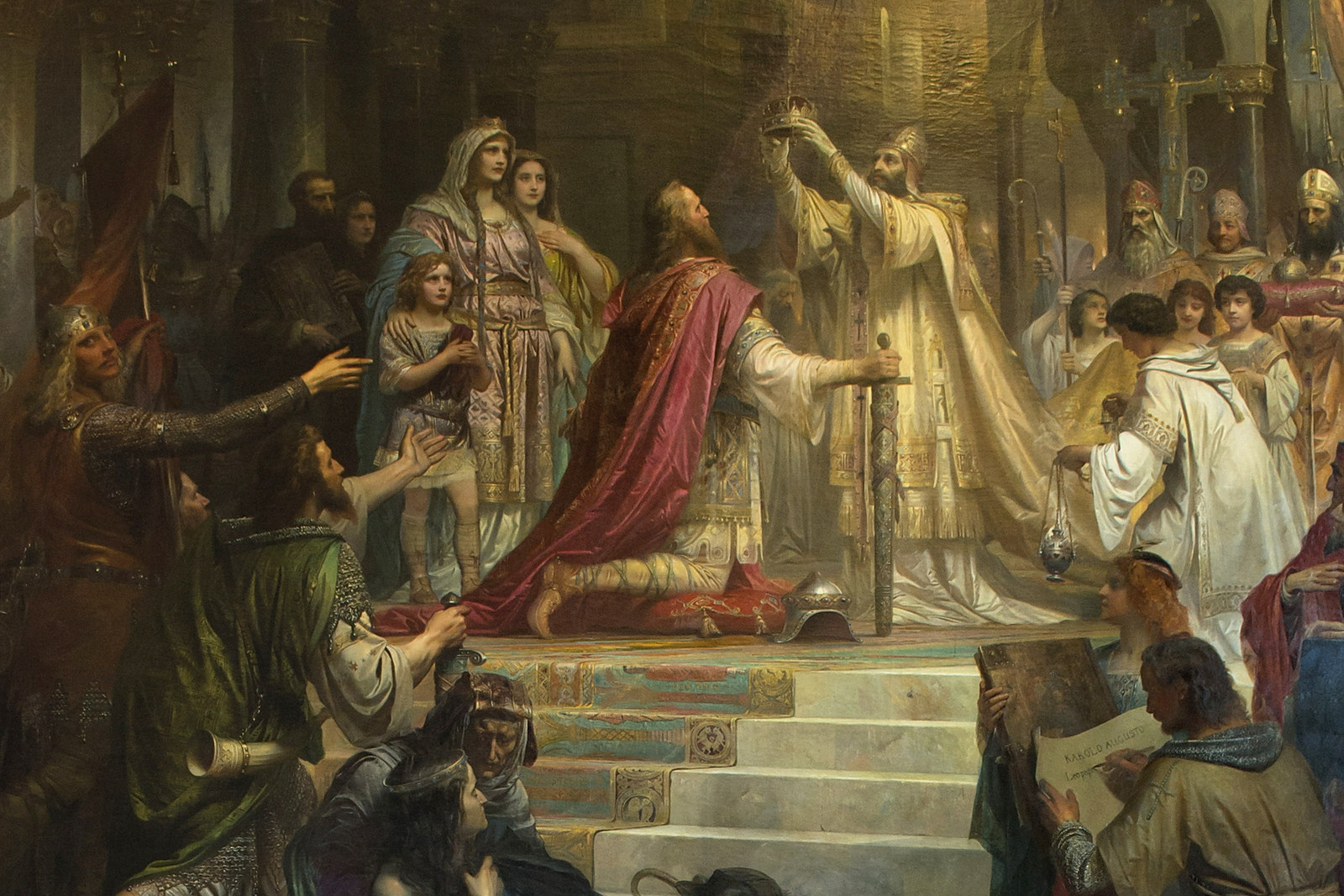
Kaulbach-Gemälde: Krönung Karls des Großen

Friedrich Wilhelm Christian Theodor Kaulbach (geboren 8. Juli 1822 in Arolsen; gestorben 5. September 1903 in Hannover) war ein deutscher Maler und Hochschullehrer.

## Leben
Friedrich Kaulbach war Cousin und ab 1839 Schüler Wilhelm von Kaulbachs, des ersten bekannten Mitglieds dieser berühmten Malerfamilie, und Vater ihres bekanntesten Vertreters, des Bayerischen Malerfürsten Friedrich August.
Nach einem Besuch Venedigs im Jahr 1844 trennte er sich von seinem Lehrer und malte bis 1848 sein erstes eigenständiges Gemälde Adam und Eva finden ihren Sohn Abel erschlagen. In Folge erhielt er einen Ruf als Professor an die Kunstakademie München, dem er aber nicht folgte. 1850 reiste er nach Paris, wo er weitere Historienbilder malte und auch Aufträge für Porträts annahm. 1850 erhielt er von König Maximilian II. von Bayern den Auftrag, das Bild Krönung Karls des Großen für das Maximilianeum zu malen, das Bild wurde 1861 fertiggestellt.
1856 wurde Kaulbach von König Georg V., den er mehrfach porträtierte, als Hofmaler nach Hannover gerufen und erhielt eine Professur am Polytechnikum Hannover. Als solcher unterrichtete er unter anderem den späteren Grafiker Heinrich Mittag.
Kaulbach wurde der bevorzugte Porträtmaler der lokalen Aristokratie. Der König schenkte ihm ein eigenes Atelier- und Wohnhaus, das der hannoversche Architekt Christian Heinrich Tramm 1857–60 in der Waterloostraße 1 für Kaulbach erbaute (das denkmalgeschützte Haus ist, wenn auch entstellt, heute noch vorhanden als Teil des Waterloo-Biergartens). Kaulbachs Tochter, die Schriftstellerin Isidore Kaulbach, hat in ihren Erinnerungen (1931) das Leben im väterlichen Hause beschrieben, in dem u. a. Johannes Brahms, Clara Schumann, Franz Liszt, Joseph Joachim, Ernst von Wildenbruch und Anton Rubinstein verkehrten.
Spätestens 1868 war der „Hof-Maler“, der seinen Wohnsitz unter der damaligen Adresse Waterlooplatz 11 hatte, mit dem Ritterkreuz des hannoverschen Guelphen-Ordens ausgezeichnet worden sowie mit dem Oldenburgschen allgemeinen Ehrenzeichen.
Seine zahlreichen Bildnisse, darunter die der Kaiserin von Österreich, des deutschen Kronprinzen, des Prinzen Albrecht von Preußen, des Grafen und der Gräfin Stolberg, sind außerordentlich detailreich, enthalten jedoch dem damaligen Zeitgeschmack entsprechend oft eine leicht theatralische Überzeichnung, oberflächliche Eleganz und flaue Farbe. Am besten gelingen ihm Damenporträts. Von der Berliner Kunstakademie erhielt Kaulbach die kleine goldene Medaille und wurde zum ordentlichen Mitglied derselben ernannt; auf der Wiener Weltausstellung 1873 wurde er durch die Medaille ausgezeichnet.

## Grabstätte

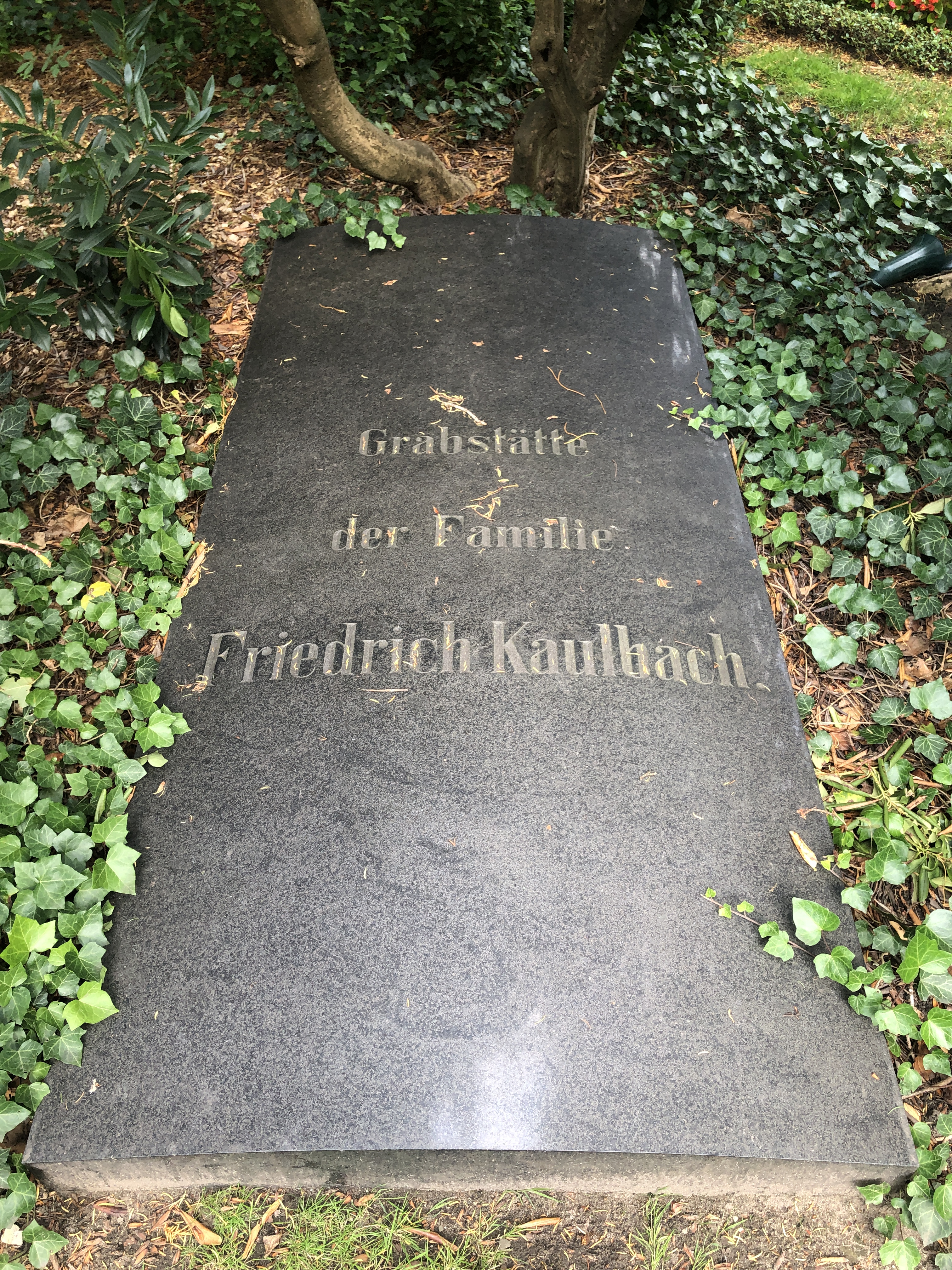
Das Grab von Friedrich Kaulbach auf dem Stadtfriedhof Engesohde

Friedrich Kaulbachs Grab findet sich auf dem Stadtfriedhof Engesohde in Hannover. 

## Nachkommen
Drei seiner Kinder wurden ebenfalls Maler/in: 
- Friedrich August von Kaulbach
- Anton Kaulbach
- Antonie Kaulbach

## Bekannte Werke
- Adam und Eva finden ihren Sohn Abel erschlagen (1848, Museum der bildenden Künste, Leipzig)
- Krönung Karls des Großen (1861, Maximilianeum, München)
- Amtsrat Julius von Bandel (1898), Ölgemälde